# Султан-Мухаммад (уцмий)
Султан-Мухаммад (правление: 40-е года XV в.) — уцмий Кайтага. Военно-политический деятель в истории Дагестана XV века. Сын уцмия Амир-Чупана II и отец уцмия Алильбека (Уллубия).

## Биография
Исходя из некоторых данных, жена уцмия была из рода Шамхалов.
Помимо сына Алильбека (Уллубия), у уцмия была также дочь. Уже к 1466 году правитель Ширвана Фаррух Йасар был женат на ней.

## События
Ближе к середине первой половине XV века после нашествия кочевников началась затяжная междоусобная война между двумя сильнейшими кайтагскими обществами — Кара-Кайтагом и Ирчамулом.
Ирчамульцы при этих событиях изображены как неверные. В источнике сказано, что они захватывали из Кайтага женщин и девочек, поступали с ними непристойно и затем отпускали, взяв имущество с их отцов и мужей, будто они их раяты.
Со временем ирчамульцев победили, после чего они «раскаялись, стали придерживаться справедливости, а жители Хайдака согласились с их справедливостью».
В хронике «История Каракайтага» содержатся сведения и о появлении в это время в Маджалисе «султана-насильника», который «не оставил им места ни в горах, ни на равнине, ни в садах». Тогда кайтагцы попросили помощи у жителей Дарго. Вблизи села Кища (или Лища) обе стороны заключили союз «… обет верности вплоть до Дня суда». После этого даргинское войско во главе с Мухаммадом ал-Бутри и кайтагские отряды разрушили селение Маджалис, взяв в плен талхана-насильника с его детьми. Затем талхан с детьми поклялись больше не притеснять кайтагцев.
В одном из вариантов рукописи «Истории Каракайтага», военачальником кайтагцев был Хула-Мухаммад из Баршамая. За его заслуги кайтагцы признали за его родом наследственное право на звание раиса (главы). Хула-Мухаммад с помощью Шайхали ал-Хадаги выступил против какого-то шаха и разбили его войска. После победы Хула-Мухаммад с согласия жителей разрешил поставить Султан-Мухаммада в Маджалисе их эмиром.